# Ludmila Machytková
Ludmila Machytková (* 13. března 1951 Brno) je česká operetní a muzikálová herečka a zpěvačka a operní pěvkyně. V letech 2002 až 2009 byla šéfkou souboru opery a operety Moravského divadla Olomouc.

## Životopis
Narodila se v Brně a od pěti let chodila dva roky do rytmiky. Od šesti let zpívala s dětským pěveckým sborem a od čtvrté třídy se učila na Lidové školy umění sólový zpěv. Zpátky k tanci se vrátila na střední škole, kde i závodně tančila společenské tance. Následně si ale poslala přihlášku na Janáčkovou akademii múzických umění (JAMU), kde ji po složení talentových zkoušek vzali. Zde studovala obor sólový zpěv a už během studií jí bylo v roce 1971 nabídnuto angažmá v Moravském divadle v Olomouci Svetozarem Vítkem, ředitelem divadla, a Stanislavem Regalem, šéfem operety. Od roku 1972 se stala sólistkou operetního souboru v divadle, a proto poslední rok studovala dálkově. Studium zpěvu dokončila na JAMU v roce 1973. Během svého působení v olomouckém divadle zde nastudovala více než 130 rolí operetního ale i operního žánru, do kterého byla ještě před spojením operního a operetního souboru od roku 1990 obsazována. Hostovala i v brněnském, plzeňském, opavském a ostravském divadle, kde například v ostravském divadle si zahrála ve Vídeňské krvi, Ohňostroji, Orfeovi v podsvětí a Polské krvi. Od roku 2002 byla šéfkou souboru opery a operety Moravského divadla Olomouc. Tuto funkci zastávala do roku 2009, kdy odešla do důchodu a v divadle už jen hostovala.
V roce 1977 obdržela cenu Českého literárního fondu za roli Rózy v muzikálu Děti z hliněné vesnice a v roce 1989 za roli Janky v operetě Uherská svatba, s přihlédnutím k roli paní Hussonové v muzikálu Hledá se panic. Za rok 1997 obdržela Cenu Thálie v oboru opereta a muzikál za mimořádný výkon v roli Anny Elisy v Lehárově operetě Paganini v Moravském divadle Olomouc.